# Pocahontas County (West Virginia)
Pocahontas County ist ein County im Bundesstaat West Virginia der Vereinigten Staaten. Bei der Volkszählung im Jahr 2020 hatte das County 7.869 Einwohner und eine Bevölkerungsdichte von 3,2 Einwohnern pro Quadratkilometer. Der Verwaltungssitz (County Seat) ist Marlinton.

## Geographie
Das County liegt im Osten von West Virginia, grenzt an Virginia und hat eine Fläche von 2439 Quadratkilometern, wovon vier Quadratkilometer Wasserfläche sind. Es grenzt im Uhrzeigersinn an folgende Countys: Randolph County, Pendleton County, Highland County (Virginia), Bath County (Virginia), Greenbrier County und Webster County.

## Geschichte

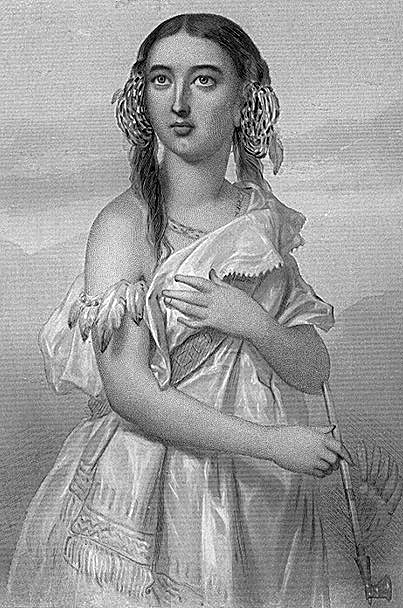
Pocahontas

Pocahontas County wurde am 21. Dezember 1821 aus Teilen des Pendleton County, Randolph County und Bath County (Virginia) gebildet. Benannt wurde es nach Pocahontas, der Tochter des Indianerhäuptlings Powhatan-Sachem, die als einzige vom britischen Königshaus anerkannte „Indianerprinzessin“ und Botschafterin ihres „königlichen“ Vaters Powhatan bei Hofe empfangen wurde.

### Historische Objekte
- In Cass befindet sich die Cass Scenic Railroad. Die historische Eisenbahnstrecke wurde am 12. Juli 1974 vom NRHP aufgenommen.

## Demografische Daten

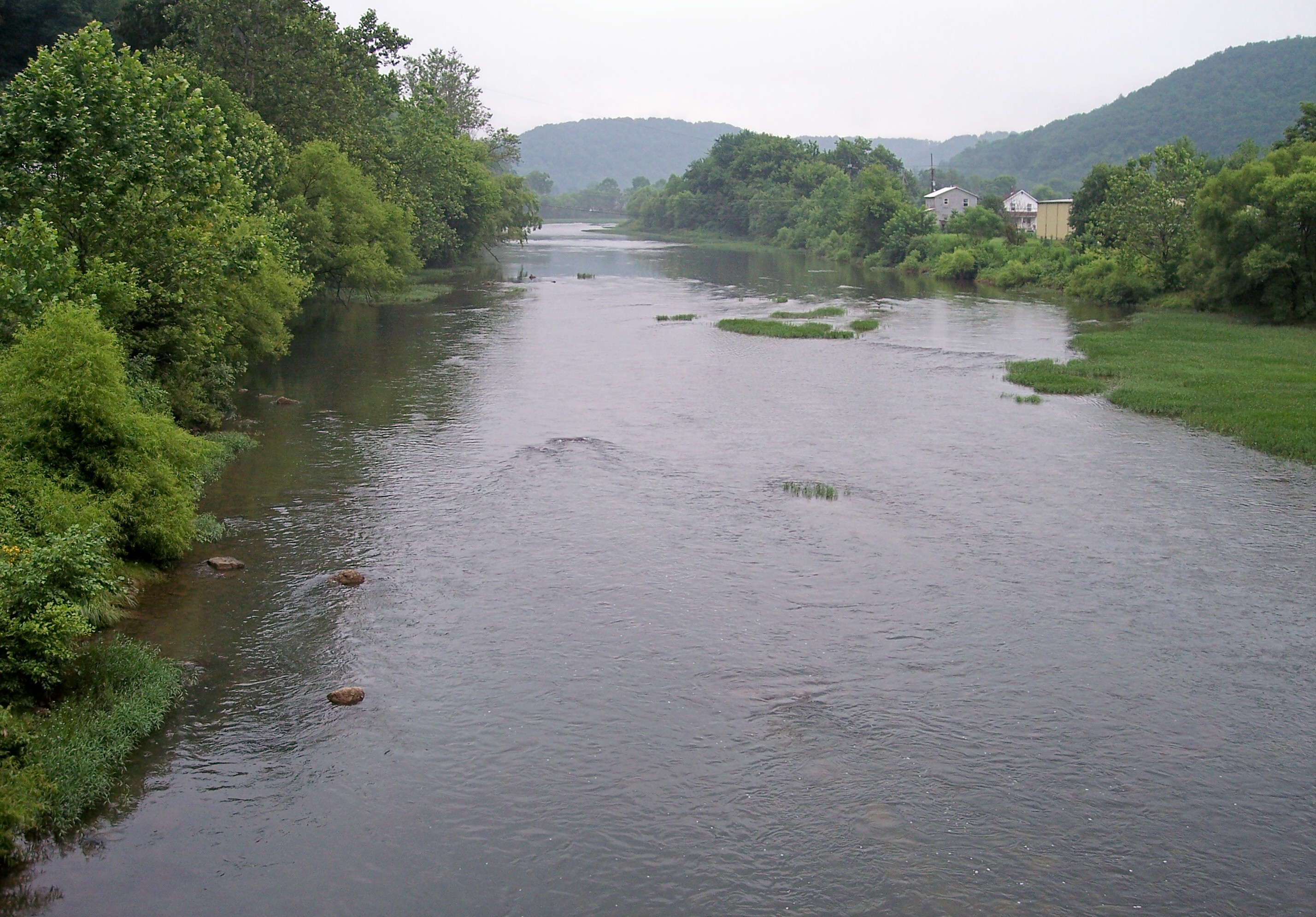
Der Greenbrier River

Alterspyramide des Pocahontas County

Nach der Volkszählung im Jahr 2000 lebten im Pocahontas County 9.131 Menschen. Davon wohnten 298 Personen in Sammelunterkünften, die anderen Einwohner lebten in 3.835 Haushalten und 2.527 Familien. Die Bevölkerungsdichte betrug 4 Einwohner pro Quadratkilometer. Ethnisch betrachtet setzte sich die Bevölkerung zusammen aus 98,38 Prozent Weißen, 0,78 Prozent Afroamerikanern, 0,07 Prozent amerikanischen Ureinwohnern, 0,14 Prozent Asiaten und 0,05 Prozent aus anderen ethnischen Gruppen; 0,58 Prozent stammten von zwei oder mehr ethnischen Gruppen ab. 0,43 Prozent der Bevölkerung waren spanischer oder lateinamerikanischer Abstammung.
Von den 3.835 Haushalten hatten 25,8 Prozent Kinder und Jugendliche unter 18 Jahre, die bei ihnen lebten. 53,9 Prozent waren verheiratete, zusammenlebende Paare, 7,9 Prozent waren allein erziehende Mütter, 34,1 Prozent waren keine Familien, 29,6 Prozent waren Singlehaushalte und in 14,4 Prozent lebten Menschen im Alter von 65 Jahren oder darüber. Die Durchschnittshaushaltsgröße betrug 2,30 und die durchschnittliche Familiengröße lag bei 2,83 Personen.
Auf das gesamte County bezogen setzte sich die Bevölkerung zusammen aus 20,9 Prozent Einwohnern unter 18 Jahren, 7,0 Prozent zwischen 18 und 24 Jahren, 27,5 Prozent zwischen 25 und 44 Jahren, 27,4 Prozent zwischen 45 und 64 Jahren und 17,3 Prozent waren 65 Jahre alt oder darüber. Das Durchschnittsalter betrug 42 Jahre. Auf 100 weibliche Personen kamen 106,2 männliche Personen. Auf 100 Frauen im Alter von 18 Jahren oder darüber kamen statistisch 103,6 Männer.

Das jährliche Durchschnittseinkommen eines Haushalts betrug 26.401 USD, das Durchschnittseinkommen der Familien betrug 32.511 USD. Männer hatten ein Durchschnittseinkommen von 26.173 USD, Frauen 16.780 USD. Das Prokopfeinkommen betrug 14.384 USD. 12,7 Prozent der Familien und 17,1 Prozent der Bevölkerung lebten unterhalb der Armutsgrenze. Davon waren 20,2 Prozent Kinder oder Jugendliche unter 18 Jahre und 14,6 Prozent waren Menschen über 65 Jahre.